# Aparaís
Os aparaís são um povo indígena que habita a fronteira entre o Brasil, o Suriname e a Guiana Francesa. No Brasil, mantêm há pelo menos 100 anos relações estreitas de convivência com os Wayana, coabitando a mesma aldeia e casando-se entre si. Por conseguinte, é muito comum encontrar referências a essa população como um único grupo, embora sua diferenciação seja reivindicada com base em trajetórias históricas e traços culturais distintos.

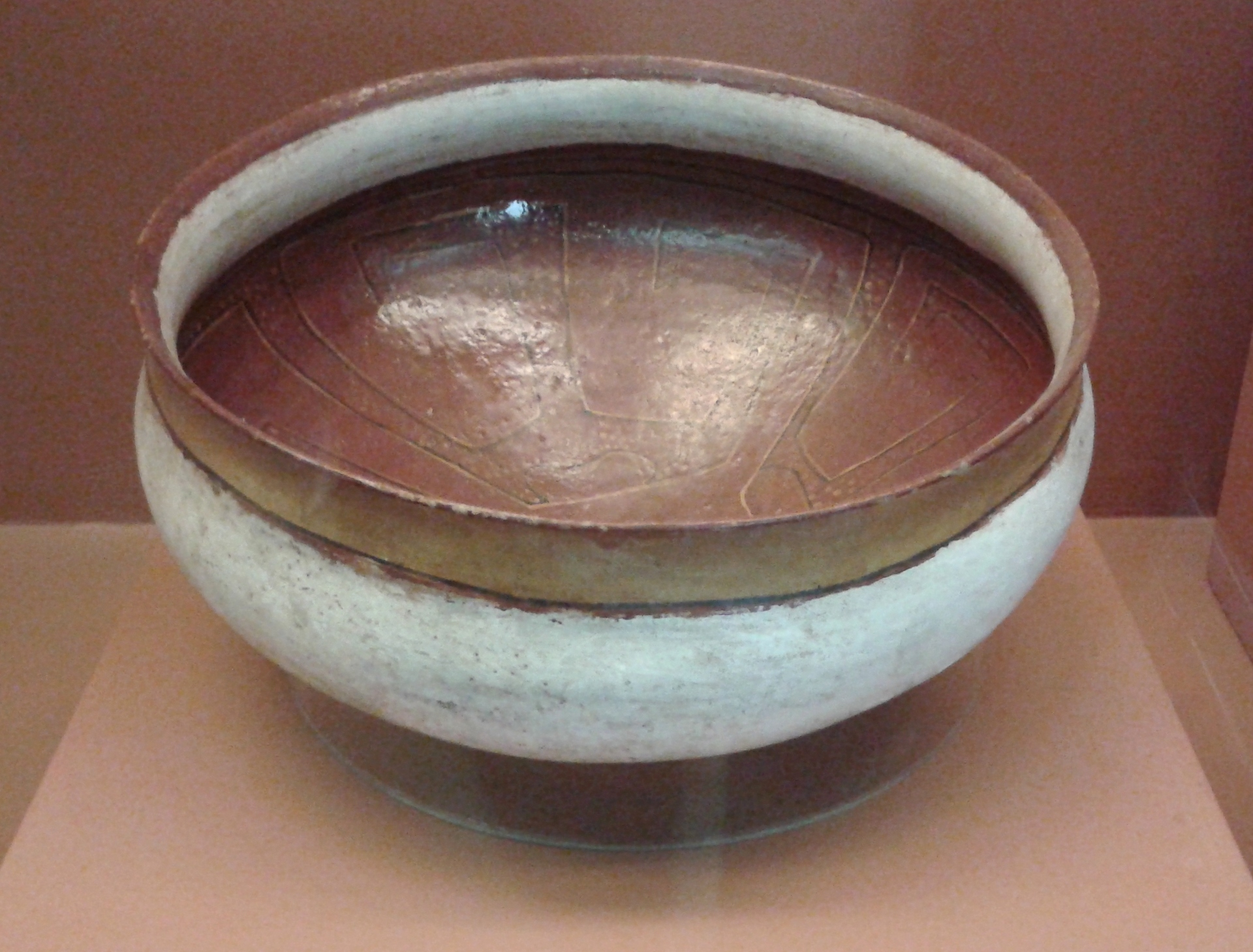
Cerâmica Aparaí
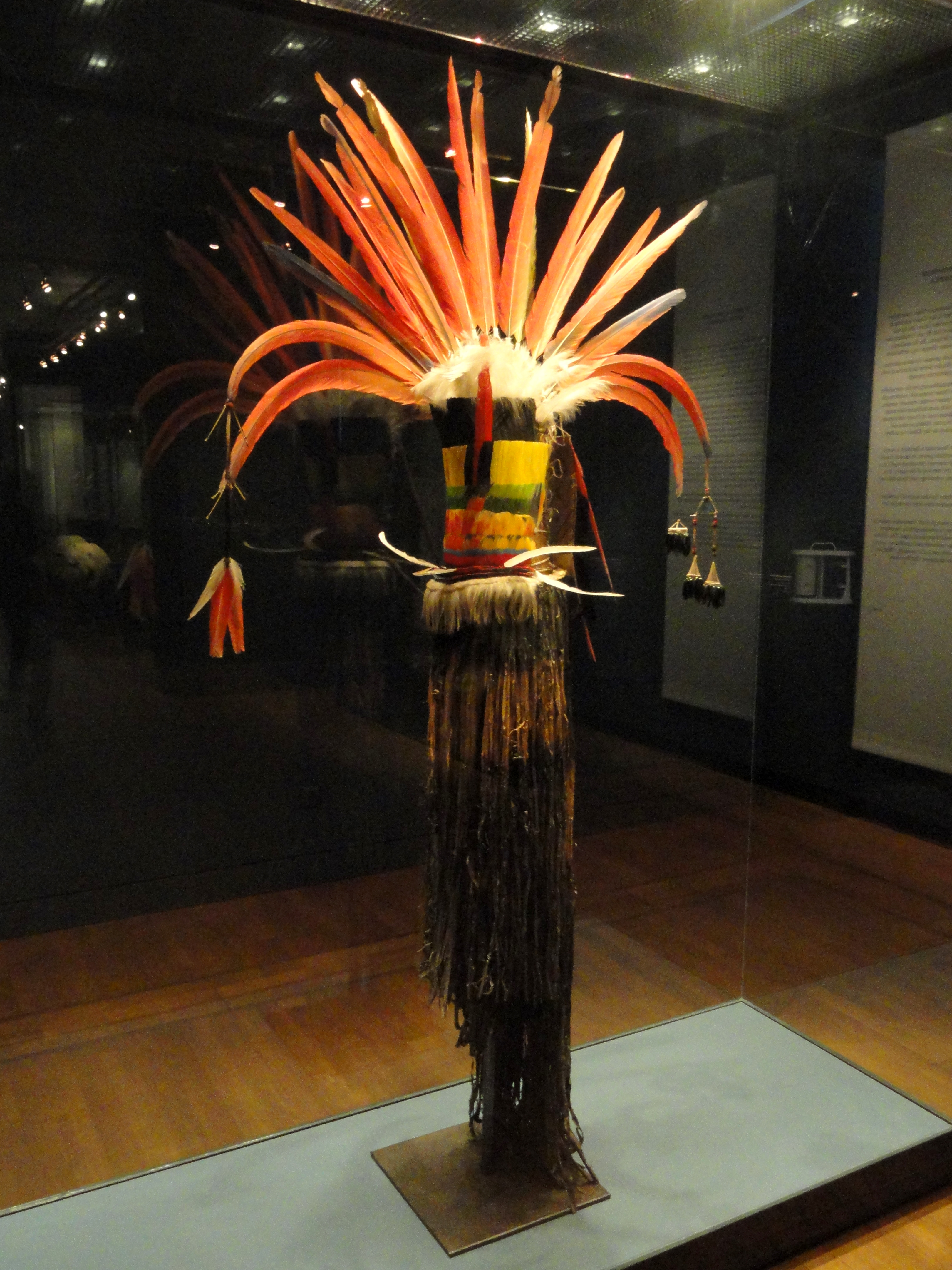
Ornamento Aparaí